# Rókkel
Rókkel - Роккель (rus) - és un khútor del krai de Krasnodar, a Rússia. Es troba a la vora dreta del riu Kugo-Ieia, afluent del Ieia, a 24 km al nord de Krilóvskaia i a 183 km al nord-est de Krasnodar, la capital.
Pertany al municipi de Kugoiéiskaia.